# Totea
Totea – wieś w Rumunii, w okręgu Gorj, w gminie Licurici. W 2011 roku liczyła 788 mieszkańców.